# Landkreis Göppingen
Landkreis Göppingen er en landkreis i den tyske delstat Baden-Württemberg. Den hører til Region Stuttgart i Regierungsbezirk Stuttgart og strækker sig fra Adelberg i nord til Hohenstadt i syd, fra Ebersbach an der Fils i øst til Böhmenkirch i vest. Landkreis Göppingen grænser mod nord til Rems-Murr-Kreis og Ostalbkreis, i øst til Landkreis Heidenheim, mod syd til Alb-Donau-Kreis, i sydvest er der et kort stykke grænse til Landkreis Reutlingen og mod vest ligger Landkreis Esslingen.

## Geografi
Landkreis Göppingen ligger ved udkanten af Schwäbische Alb. Gennem området løber floden Fils, der er en biflod til Neckar, som den munder ud i ved Plochingen. Den løber gennem området fra øst mod vest, over Geislingen an der Steige fra Wiesensteig hvor den har sit udspring, mod Ebersbach an der Fils, , hvor den forlader landkreisen. Ebersbach an der Fils er også det laveste punkt i mområdet med 266 moh. og det højeste punkt på 824 moh. er ved Hohenstadt på højsletten i Schwäbischen Alb.
Der er 255 navngivne byer, landsbyer, bebyggelser og lignende i området.

## Byer og kommuner
Kreisen havde 257253 indbyggere pr. 2018-12-31

| Byer 1. Donzdorf (10682) 2. Ebersbach an der Fils (15535) 3. Eislingen/Fils, by (20885) 4. Geislingen an der Steige, by (28122) 5. Göppingen, by (57558) 6. Lauterstein (2552) 7. Süßen (10192) 8. Uhingen (14422) 9. Wiesensteig (2065) Verwaltungsgemeinschafte og kommunesamarbejder: 1. Verwaltungsgemeinschaft Deggingen med kommunen Bad Ditzenbach 2. Verwaltungsgemeinschaft Ebersbach an der Fils med kommunen Schlierbach 3. "Eislingen-Ottenbach-Salach" med sæde i Eislingen/Fils; 4. Byen Geislingen an der Steige med kommunerne Bad Überkingen og Kuchen 5. Byen Göppingen med kommunerne Schlat, Wäschenbeuren und Wangen 6. "Mittleres Fils-Lautertal" med sæde i Donzdorf; byerne Donzdorf, Lauterstein og Süßen og kommunen Gingen an der Fils 7. "Oberes Filstal" med sæde i Wiesensteig; Byen Wiesensteig og kommunerne Drackenstein, Gruibingen, Hohenstadt og Mühlhausen im Täle 8. "Östlicher Schurwald" med sæde i Rechberghausen; kommunerne : Adelberg, Birenbach, Börtlingen og Rechberghausen 9. "Raum Bad Boll" med sæde i Bad Boll; kommunerne : Aichelberg, Boll, Dürnau, Gammelshausen, Hattenhofen og Zell unter Aichelberg 10. Byen Uhingen med kommunen Albershausen 11. "Voralb" med sæde i Heiningen; kommunerne: Eschenbach og Heiningen | Kommuner 1. Adelberg (1997) 2. Aichelberg (1342) 3. Albershausen (4385) 4. Bad Boll (5197) 5. Bad Ditzenbach (3741) 6. Bad Überkingen (3846) 7. Birenbach (1920) 8. Böhmenkirch (5527) 9. Börtlingen (1688) 10. Deggingen (5331) 11. Drackenstein (439) 12. Dürnau (2169) 13. Eschenbach (2142) 14. Gammelshausen (1400) 15. Gingen an der Fils (4501) 16. Gruibingen (2272) 17. Hattenhofen (2989) 18. Heiningen (5139) 19. Hohenstadt (759) 20. Kuchen (5658) 21. Mühlhausen im Täle (1057) 22. Ottenbach (2417) 23. Rechberghausen (5426) 24. Salach (7983) 25. Schlat (1697) 26. Schlierbach (3972) 27. Wangen (3191) 28. Wäschenbeuren (3918) 29. Zell unter Aichelberg (3137) |

## Literatur
- Das Land Baden-Württemberg – Amtliche Beschreibung nach Kreisen und Gemeinden (in acht Bänden); Hrsg. von der Landesarchivdirektion Baden-Württemberg; Band III: Regierungsbezirk Stuttgart – Regionalverband Mittlerer Neckar, Stuttgart 1978, ISBN 3-17-004758-2.